# لشکرکشی چجیانگ-جیانگشی
لشکرکشی چجیانگ-جیانگشی (انگلیسی: Zhejiang-Jiangxi campaign) یکی از ۲۲ درگیری اصلی بین ارتش انقلابی ملی (NRA) و نیروی زمینی امپراتوری ژاپن (IJA) در طول جنگ دوم چین و ژاپن بود.